# Sozialgericht Stendal
Das Sozialgericht Stendal war ein Gericht der Sozialgerichtsbarkeit. Es war eines von vier Sozialgerichten in Sachsen-Anhalt und hatte seinen Sitz in Stendal. Es wurde zum 1. November 2010 aufgehoben. Der gesamte Gerichtsbezirk wurde dem Sozialgericht Magdeburg zugeschlagen.

## Gerichtsgebäude
Das Sozialgericht hatte seinen Sitz im Justizzentrum „Albrecht der Bär“ in der Schulstraße 5.

## Gerichtsbezirk und übergeordnetes Gericht
Das Sozialgericht Stendal war örtlich für den Altmarkkreis Salzwedel, den Landkreis Stendal und den Landkreis Jerichower Land zuständig. Die sachliche Zuständigkeit ergibt sich aus dem Sozialgerichtsgesetz.
Dem Sozialgericht Stendal war das Landessozialgericht Sachsen-Anhalt in Halle (Saale) übergeordnet.